# Ängsdvärgsnäcka
Ängsdvärgsnäcka (Carychium minimum) är en liten snäckart som beskrevs av Otto Friedrich Müller 1774. Enligt Catalogue of Life ingår Ängsdvärgsnäcka i släktet Carychium och familjen Carychiidae, men enligt Dyntaxa är tillhörigheten istället släktet Carychium och familjen dvärgsnäckor. Arten är reproducerande i Sverige. Inga underarter finns listade i Catalogue of Life. Skalet är upp till 2,2 mm högt och 1,1 mm brett.